# VV Zwartemeer in het seizoen 1963/64
Het seizoen 1963/1964 was het negende jaar in het bestaan van de Klazienaveense betaaldvoetbalclub Zwartemeer. De club kwam uit in de Tweede divisie A en eindigde daarin op de tweede plaats. De tweede plaats gaf recht op het spelen van een promotitiecompetitie met drie andere clubs, het team kwam niet verder dan de tweede plaats. Tevens deed de club mee aan het toernooi om de KNVB beker, hierin werd de club in de derde ronde, na strafschoppen, uitgeschakeld door Fortuna Vlaardingen (2–2).

## Wedstrijdstatistieken

### Tweede divisie A
|       | Alkmaar '54 | Be Quick | EDO   | 't Gooi | Haarlem | Heerenveen | Hilversum | HVC   | KFC   | Leeuwarden | PEC   | RCH   | Tubantia | ZFC   | Zwolsche Boys |
| ----- | ----------- | -------- | ----- | ------- | ------- | ---------- | --------- | ----- | ----- | ---------- | ----- | ----- | -------- | ----- | ------------- |
| Thuis | 0 – 2       | 4 – 2    | 2 – 0 | 4 – 0   | 2 – 1   | 4 – 1      | 5 – 0     | 4 – 0 | 4 – 2 | 3 – 0      | 3 – 1 | 1 – 1 | 1 – 0    | 5 – 1 | 0 – 0         |
| Uit   | 1 – 1       | 1 – 5    | 1 – 2 | 2 – 1   | 0 – 2   | 2 – 0      | 1 – 2     | 4 – 0 | 1 – 0 | 4 – 1      | 0 – 3 | 1 – 1 | 0 – 2    | 0 – 0 | 2 – 0         |

### Promotiecompetitie
| Speelronde 1                                                                                             | Hermes DVS                                      | 0 – 1 (0 – 1) | Zwartemeer           |
| 7 juni 1964 Plaats: Schiedam Harga Toeschouwers: 5.000 Scheidsrechter: Dirk van Male                     |                                                 |               | 41' Willy Hoogenberg |
| Speelronde 2                                                                                             | Zwartemeer                                      | 3 – 1 (1 – 1) | Alkmaar '54          |
| 10 juni 1964 Plaats: Klazienaveen Mr. Ovingstraat Toeschouwers: 12.000 Scheidsrechter: Henk van der Veer | Luc Gerdes 32' Klaas Snip 70' Tonny Roosken 77' |               | 23' Piet Buis        |
| Speelronde 3                                                                                             | Roda JC                                         | 2 – 0 (0 – 0) | Zwartemeer           |
| 14 juni 1964 Plaats: Nijmegen Goffertstadion Toeschouwers: 9.000 Scheidsrechter: Leo Horn                | Tijn van Lier 77', 88'                          |               |                      |

### KNVB beker
| 1e ronde                                               | Zwartemeer                             | 2 – 1 (2 – 0)                         | DOS                           |
| 29 september 1963 Plaats: Klazienaveen Mr. Ovingstraat | Tonny Roosken 26', 30'                 |                                       | 80' Hans Sleven               |
| 2e ronde                                               | Sportclub Enschede                     | 0 – 1 (0 – 1)                         | Zwartemeer                    |
| 17 november 1963 Plaats: Enschede Het Diekman          |                                        |                                       | 28' Tonny Roosken             |
| 3e ronde                                               | Zwartemeer                             | 2 – 2 (2 – 2, 2 – 1) Na strafschoppen | Fortuna Vlaardingen           |
| 9 februari 1964 Plaats: Klazienaveen Mr. Ovingstraat   | Inus Scholten 20' Willy Hoogenberg 35' |                                       | 40' Jan Bouman 75' Ed Verweel |

## Statistieken Zwartemeer 1963/1964

### Eindstand Zwartemeer in de Nederlandse Tweede divisie A 1963 / 1964
| Stand | Gespeeld | Gewonnen | Gelijk | Verloren | Punten | Doelpunten voor | Doelpunten tegen |
| ----- | -------- | -------- | ------ | -------- | ------ | --------------- | ---------------- |
| 2e    | 30       | 18       | 5      | 7        | 41     | 62              | 31               |

### Topscorers
| #      | Naam             | Goal |
| ------ | ---------------- | ---- |
| 1.     | Tonny Roosken    | 25   |
| 2.     | Klaas Snip       | 14   |
| 3.     | Inus Scholten    | 6    |
| 3.     | Bennie Specken   | 6    |
| 5.     | Willy Hoogenberg | 5    |
| 6.     | Luc Gerdes       | 2    |
| 6.     | Hans Kalter      | 2    |
| 8.     | Dirk Schievink   | 1    |
| 8.     | Teun Veenstra    | 1    |
| Totaal | Totaal           | 62   |

| #      | Naam             | Goal |
| ------ | ---------------- | ---- |
| 1.     | Luc Gerdes       | 1    |
| 1.     | Willy Hoogenberg | 1    |
| 1.     | Tonny Roosken    | 1    |
| 1.     | Klaas Snip       | 1    |
| Totaal | Totaal           | 4    |

| #      | Naam             | Goal |
| ------ | ---------------- | ---- |
| 1.     | Tonny Roosken    | 3    |
| 2.     | Willy Hoogenberg | 1    |
| 2.     | Inus Scholten    | 1    |
| Totaal | Totaal           | 5    |